# Emiratos Árabes Unidos en los Juegos Paralímpicos de Barcelona 1992
Los Emiratos Árabes Unidos estuvieron representados en los Juegos Paralímpicos de Barcelona 1992 por un deportista masculino. El equipo paralímpico emiratí no obtuvo ninguna medalla en estos Juegos.